# Антибирократска револуција
Антибирократска револуција, позната и као Јогурт револуција, био је период српске историје који је отпочео 8. седницом Централног комитета Савеза комуниста Србије 1987. године, а завршио се почетком 1989. кадровским сменама које су омогућиле ограничење аутономије српских покрајина и превласт Србије у савезним органима власти. Ово раздобље је обележено серијом митинга током лета и јесени 1988. године, помоћу којих је председник ЦК СК Србије Слободан Милошевић срушио покрајинске власти Војводине и Косова и републичке власти Црне Горе, на њихово место поставивши своје присталице. До 1989. године Србија је стекла контролу над 4 од 8 гласова у федералном председништву и контролу над Савезом комуниста Југославије.
Основна својства антибирократске револуције су организована масовна окупљања која су се приказивала као спонтана, са паролама које су најављивале наредне акције политичке врхушке, и инструментализованим медијима, пре свега дневником Политика. Антибирократска револуција је представљала раскид комунистичким схватањем политике, пре свега са основним односом према национализму. Већ крајем 1988. Милошевић је социјалну терминологију заменио националном, а уместо радничке класе на политичку сцену ступа нација.

## Позадина
Према југословенском уставу из 1974. аутономне покрајина Војводина и Косово су у великој мери биле независне од владе СР Србије, и обе су имале по једно место у Председништву СФРЈ, које је још чинило 6 република СФРЈ. Због тога је њихов статус био скоро истоветан статусу република, што је омогућило покрајинским руководствима Косова и Војводине да воде практично независне политике.
Милошевићев успон на власт се поклопио са српско-албанским тензијама на Косову, пошто су се Срби жалили да су их угњетавали Албанци и руководство покрајине којим су доминирали Албанци.
Услед нараслих међунационалних тензија између Албанаца и Срба, тадашњи председник Савеза комуниста Србије, Слободан Милошевић је у априлу 1987. године отпутовао на Косово да посредује у спору. Уместо тога, он се ставио на страну Срба, тада је дао своју изјаву „Нико не сме да вас бије!” која је још више погоршала ситуацију. Након убиства војника ЈНА Сафета Дудаковића, Хазима Џенановића, Горана Бегића и Срђана Симића у параћинској касарни, које је починио Албанац Азиз Кељменди, у српским медијима почела је кампања против Албанаца, и тврдило се да је ово злочин уперен против Југославије. Тадашњи председник београдске партијске организације, Драгиша Павловић је, 11. септембра, рекао да се ситуација на Косову не може поправити „олако обећаном брзином”, нити ванредним стањем. 17. септембра, на седници београдске партијске организације, Павловић је критиковао националистичке појаве.
Након ових говора, дневни лист „Политика Експрес” напао је Павловића и поставио питање: на кога се односи Павловићева критика 'олако обећане брзине'? У образложењу је наведено да је то обећање дао сам ЦК СК Србије, па је закључено да Павловић напада Централни комитет. Осма седница ЦК СКС одржана је 23. и 24. септембра 1987. године. Седницом је председавао тадашњи председник Председништва ЦК СКС, Слободан Милошевић, а присуствовао је и тадашњи председник Председништва Србије, Иван Стамболић. На тој седници, огромном већином гласова, Драгиша Павловић разрешен је чланства у ЦК СК Србије.
Ова седница је представљала коначни разлаз Слободана Милошевића и Ивана Стамболића, који је у децембру исте године разрешен своје дужности.
Крајем 1987. и у првој половини 1988. у Србији је започела кампања која је описивала тренутну ситуацију као неиздрживу. Покрајинска руководства су била оптуживана за бирократску неефикасност и отуђивање од народа. Појавили су се слогани попут „Ој Србијо из три дела поново ћеш бити цела”. Атмосферу су даље погоршавали бројни чланци и писма читалаца у српким новинама, највише у Политикиној рубрици „Одјеци и реаговања”.
Главне тачке кампање су биле следеће ставке:
- Срби на Косову су угрожени од Албанаца и угњетавани од стране Извршног већа Косова којим доминирају Албанци;
- због устава из 1974. Србија нема стварну контролу над својим покрајинама, чија су руководства бирократска и отуђена од народа;
- изношење ставова да је овај устав створен под утицајем других југословенских република, нарочито Словеније и Хрватске, како би се смањила моћ Србије и створило окружење за искоришћавање природних богатстава Србије;
- да је устав створио конфедерацију, пошто ниједна одлука није могла бити донесена без консензуса свих 6 република у савезној скупштини и тражен је систем који би боље представљао већину становништва (слоган један човек, један глас је био један од најпопуларнијих)
- и да је стога неопходна ревизија савезног устава и јачање контроле Србије над својим покрајинама.

## Митинзи
Године 1985, припадници „Српског покрета отпора” са Косова упућују државним органима петицију, чије састављање су помогли и Атанасије Јевтић и Добрица Ћосић, у којој кажу да покрајином владају великоалбански шовинисти који су окупирали део Југославије и над Србима чине геноцид. Масовни протести су почели у фебруару 1986. уз неколико окупљања косовских Срба у Београду и на Косову, који су тражили одлучније решавање проблематичне ситуације на Косову. Срби са Косова тих година протестују по градовима Србије, а 26. фебруара 1986. године њих стотинак проваљује у савезну скупштину, захтевајући увођење ванредног стања и укидање аутономије Косова. Ово су били релативно мали протести, са 100-5.000 учесника и били су углавном реакција на појединачне међуетничке инциденте. Највећи такав скуп је одржан у Косово Пољу априла 1987. на ком се окупило око 20.000 особа.
Међутим, избијање великих протеста је почело у половином 1988. У јуну протест радника фабрике Змај је скупио око 5.000 особа. У јулу су одржани митинзи у седам градова са десетинама хиљада учесника, а у августу у десет градова са 80.000 учесника. До септембра митинзи су се проширили на 39 градова са преко 400.000 учесника.

### Војводина
Митинзи у Војводини су почели 9. јула, протестом косовских Срба у Новом Саду против „албанског геноцида” којим су изложени на Косову. Милошевић је њихов гнев усмерио против покрајинских руководилаца Војводине, који су одбијали да стану на његову страну. Митингаши су захтевали смену највиших руководилаца Социјалистичке аутономне покрајине Војводине и Савеза комуниста Војводине. Председништво СФРЈ и ЦК СКЈ захтевали су од Милошевића да уложи свој ауторитет како би окончао митинге и каналисао гнев народа кроз институције, што је он, међутим, одбио. На заједничкој седници Председништва СР Србије и ЦК СК Србије, 5. септембра 1988. године, рекао је да су митинзи „поштена, демократска и очекивана реакција” — „Уосталом, људи могу да се окупе само на оној основи на којој се осећају нападнутима и угроженима. Нападнути су као Срби и Црногорци, напуштају своје домове као Срби и Црногорци и, према томе, бране се као Срби и Црногорци.” — извод из говора Слободана Милошевића на тој седници.
Након тромесечног митинговања на улицама, 5. октобра 1988. око 150.000 особа се окупило Новом Саду да протестује против војвођанске покрајинске владе. Демонстрације cу почеле дан раније у оближњој Бачкој Паланци, и настављене су у Новом Саду. Протесте у Бачкој Паланци је организовао Михаљ Кертес, функционер средњег нивоа Савеза комуниста и по националности Мађар, који је остао упамћен по својој оцени „Како се ви Срби можете бојати Србије, када се ја, Мађар, не бојим Србије?” Демонстранти из Новог Сада и других делова Србије су се окупили у великом броју испред Бановине, седишта Скупштине Војводине. Челници Војводине су се нашли у клопци унутар зграде. Тадашњи председник СФРЈ Лазар Мојсов је одмах затражио интервенцију војске, али су то спречили Милошевићеви приврженици.
Покрајинско руководство, које су чинили Милован Шогоров, Бошко Крунић и Живан Берисављевић, су били изненађени скупом. Пре демонстрација, они су покушали да преговарају и постигну компромис са Милошевићем, изражавајући опрезну подршку променама устава, док су истовремено покушавали да очувају своје позиције и позицију Војводине неокрњеним. Међутим, бујица медијске кампање из београдских новинама их је покопала; називани су „аутономашима” и „фотељашима” жељним власти.
Покрајинско руководство је онда издало налог да се демонстрантима ускрати снабдевање електричном енергијом и водом, што је само још више разљутило демонстранте и изазвало да се још више људи из Новог Сада и околине прикључи демонстрацијама. Када је снабдевање електричном енергијом поново успостављеном, руководство покрајине је променило тактику; да би орасположили демонстранте, наредили су да им се подели хлеб и јогурт. Међутим, ускоро су бесни демонстранти бацали каменице и на хиљаде тетрапака јогурта на зграду покрајинског парламента и функционере који су покушали да им се обрате. Описујући ове догађаје из Новог Сада у свом тв извештају за ТВБ, репортер Миодраг Попов је тај протест назвао „Јогурт револуција” и од тада је овај термин ушао у политичку историју, па су и друге револуције називане ироничним именима „Балван револуција”, „Плишана револуција”, „Нежна револуција” и др. Овај термин описује се као последица инцидента када су демонстранти бацали јогурт на зграду владе.
Након ноћи проведене под опсадом, ујутро 6. октобра, целокупно колективно руководство Војводине је поднело оставке и замењено је Милошевићевим људима од поверења: Недељком Шиповцем, Радованом Панковим и Радоманом Божовићем. Неки историчари оцењују да је „јогурт револуција”, којом је започет процес централизације Србије, била окидач за распад Југославије и крваве сукобе на њеним просторима који су уследили.

### Митинг на Ушћу
Скуп у Београду на Ушћу, под називом Митинг „Братства и јединства”, је одржан 19. новембра 1988. Према државној штампи, на њему се скупило око милион људи, а према другима, неколико стотина људи. Митинг на Ушћу је замишљен као највећи од свих окупљања, а велике групе људи су долазиле из целе Србије фабричким и јавним аутобусима који су закупљени за ову прилику. Милошевић је поновио свој и циљ Србије према слободи и једнакости Србије унутар Југославије:
Битку за Косово ми ћемо добити без обзира на препреке које нам се постављају у земљи и ван ње. Победићемо, дакле, без обзира што се и данас удружују наши непријатељи ван земље са онима у земљи. А да битку за слободу овај народ добија, знају и турски и немачки освајачи.

### Црна Гора
Јавни скупови и медији су такође слично коришћени у Црној Гори где су први митинзи у знак подршке косовским Србима и Црногорцима одржани у Титограду 20. августа 1988. Руководство Савеза комуниста Црне Горе је било у том тренутку у дефанзиви, тврдећи да и оно такође брани Косово, али њихово суздржавање у директној подршци Милошевићу није било вољи демонстраната.
Након пуча у Војводини, дошло је до „извоза револуције” у друге републике. Само два дана након пада војвођанског руководства, 7. октобра почели су митинзи у Црној Гори. Црногорска милиција је интервенисала против демонстраната у Жутој Греди који су тражили оставке црногорског руководства, које су чинили Миљан Радовић, Марко Орландић и Видоје Жарковић. Да би решило ситуацију, руководство Црне Горе је прогласило ванредно стање. Ванредно стање није трајало дуго, јер је у медијима које је контролисао Милошевић и међу Милошевићевим присталицама схваћено као чин непријатељства према Србији. Протести су трајали три месеца, с тим што је долазило и до физичких инцидената масе са милицијом. Други значајан догађај су били заједнички митинзи радника државне фабрике Радоје Дакић, које је предводио Павле Милић и студената Универзитета Вељко Влаховић. Око 10.000 демонстраната се 10. јануара 1989. скупило у Титограду. Старо руководство, збуњено и неорганизовано, се убрзо предало и 11. јануара поднело оставке; нико од њих касније није имао никакву значајну политичку функцију. Нове младе снаге Црне Горе: Момир Булатовић, Мило Ђукановић и Светозар Маровић изабрани су у ново руководство, које је било чврсто везано за званични Београд у наредном периоду. Савез комуниста Црне Горе је касније трансформисан имајући пуну контролу над (Социјалистичком) Републиком Црном Гором.

### Реакција савезне Партије
Обарање војвођанског и црногорског руководства, као и експлицитно коришћење српског национализма, представљао је шок за југословенску јавност те изазвао лавину реакција широм Југославије које тадашња партијска и државна руководства нису могла спутавати ни игнорисати. Најжешће су осуде стизале из Словеније, чије је партијско руководство предњачило у осуди догађаја у Новом Саду и Титограду, називајући их пучевима, односно моделом по којем би се у остатку државе успоставио репресивни поредак. У јавности других република је такође дошло до осуда антибирократске револуције и оптуживања Милошевића за национализам и популизам, док су службени државни и партијски органи у томе били много суздржанији. Међутим, осим вербалних осуда постојало је мало иницијатива да се антибирократској револуцији стане на крај, чак и симболичним мерама.
Једини који је у то време озбиљно покушао да заустави Милошевића био је председник Председништва ЦК СКЈ Стипе Шувар. За време опсаде партијског седишта у Новом Саду је тражио од тадашњег савезног секретара унутрашње послове Петра Грачанина да је разбије кориштењем контингената савезне милиције, што је Грачанин одбио. Када то није успело, Шувар је покушао на XVII седници ЦК СКЈ да добије подршку за план којим би савезно партијско руководство недвосмислено осудило Милошевића и његову политику, односно искључило њега и његове присталице из Партије. Тај план, међутим, није успео због нејасног става Организације СКЈ у ЈНА, непопуларности самог Шувара који је уживао репутацију догматског комунисте и непријатеља демократских реформи, као и колебљивости и недостатка јединства у појединим партијским организацијама. На самој маратонској седници, која је као и Осма седница ЦК СК Србије, преношена на телевизији, Шувар је успео тек, користећи тајно гласање чланова ЦК СКЈ, да спречи да у Председништво уђе Милошевићев присталица Душан Чкребић. Тај је резултат, пак, подстакао македонског представника Васила Тупурковског да изрази своје незадовољство Чкребићевим неизбором, први пут употребивши израз „непринципијелна коалиција”.
Милошевић је на те догађаје реаговао с дотада незапамћеном пропагандном кампањом против Шувара која се наставила све до маја 1989. године када је напустио свој положај како би преузео место хрватског члана Председништва СФРЈ.

### Косово
Косовски Албанци, видевши да се спрема ограничавање аутономије Косова, одлучили су да се супротставе. 20. фебруара 1989. године, проглашен је генерални штрајк у скоро свим институцијама система у покрајини. Најважнији је био штрајк рудара у руднику Стари Трг код Приштине. Рудари су се забарикадирали у окна тражећи обуставу најављених политичких и уставних промена, као и најављену смену покрајинских функционера. Због озбиљности ситуације, Милошевић и тадашњи председник Председништва ЦК СКЈ, Стипе Шувар, отишли су на Косово. Милошевићев говор није убедио Албанце да прекину штрајк. 27. фебруара, ситуација је почела да се заоштрава. Словеначки државни врх, на челу са Миланом Кучаном, вођом Савеза комуниста Словеније, дао је подршку косовским рударима у њиховом штрајку. Следећег дана, 28. фебруара, у Београду је пред савезном скупштином демонстрирало више стотина хиљада људи, тражећи хитно решавање ситуације на Косову и хапшење Азема Власија, вође Савеза комуниста Косова и председник Косова. Милошевић се обратио маси истога дана и обећао његово хапшење. Само три дана после касније, Азем Власи се нашао у затвору.
Након београдског митинга, Слободан Милошевић је ултимативно захтевао од југословенског државног и партијског врха да му одобри употребу силе како би угушио побуну на Косову. Истог дана, 28. фебруара, Председништво СФРЈ одобрава употребу војске и заводи ванредно стање на Косову. Готово истовремено, специјалне снаге српске полиције упале су у рударска окна и угушиле штрајк албанских рудара. Похапшено је на стотине особа, а покрајинско руководство је смењено.
Дана 23. марта 1989. године косовски парламент је усвојио уставне амандмане. 28. марта, Скупштина Србије је усвојила амандмане на републички Устав. Тим амандманима знатно су смањена права и овлашћења покрајина Војводине и Косова, која су до тада била скоро изједначена са републикама.
Дана 28. јуна 1989. године, на српски празник Видовдан, Милошевић се обратио присутнима на Косову Пољу, за 600. годишњицу Косовске битке. Његов говор многи аналитичари карактеришу као званични почетак српске националистичке кампање.
| „                                   | Шест векова касније, данас, опет смо у биткама. Оне нису оружане, мада и такве још нису искључене. | ” |
| — Слободан Милошевић на Газиместану | |   |

### Словенија
Након преврата у Србији, Милошевић је планирао „извоз револуције” у остале југословенске републике, где је наишао на озбиљан отпор, и то највише од стране Словеније и Хрватске, које су заступале становиште да земљу треба уредити на конфедеративним односима.
За 1. децембар 1989. године (дан када је настала Краљевина СХС) најављен је велики српски „митинг истине” у Љубљани. Међутим, Словенија је забранила скуп и он није одржан. У Љубљани се све завршило хапшењем тридесетак српских митингаша због нарушавања реда и мира. Већ сутрадан је у Србији започео бојкот словеначких производа, а многа предузећа раскидају пословне уговоре са словеначким партнерима.

## Епилог
Након извршене антибирократске револуције, почиње озбиљна политичка криза, која је уследила распадом Савеза комуниста Југославије, а убрзо и оружаним сукобима на тлу СФРЈ.